# T'en fais pas
Le jeu Mensch ärgere Dich nicht (T'en fais pas ou Ne t'en fais pas)
est créé par Josef Friedrich Schmidt en 1907 ou 1908,
édité en 1910
par l'éditeur Schmidt Spiele
et vendu à plus de 60 millions d'exemplaires[réf. nécessaire].
Il est de la même famille[évasif] que les jeux
Hâte-toi lentement suisse,
le Jeu des petits chevaux français,
le Pachisi indien,
le Parcheesi américain et
le Ludo anglais.

## Règle du jeu
Les joueurs placent leurs quatre pions sur les cases de la base (B).
Ils lancent le dé tour à tour. N'importe quel chiffre du dé permet d'avancer un pion déjà en piste, même en sautant par-dessus un autre pion. Si le pion finit sa course exactement sur un pion allié ou adverse, il le renvoie à sa base (B).
Un 6 permet de sortir un pion se trouvant en B pour aller sur la case A où il pourra commencer à courir. Le joueur qui a fait un 6 peut immédiatement rejouer. Si un pion adverse se trouvait sur la case A, il est renvoyé à sa base.
Après avoir fait un tour complet, un pion peut rentrer à sa maison, sur l'une des cases a, b, c ou d.

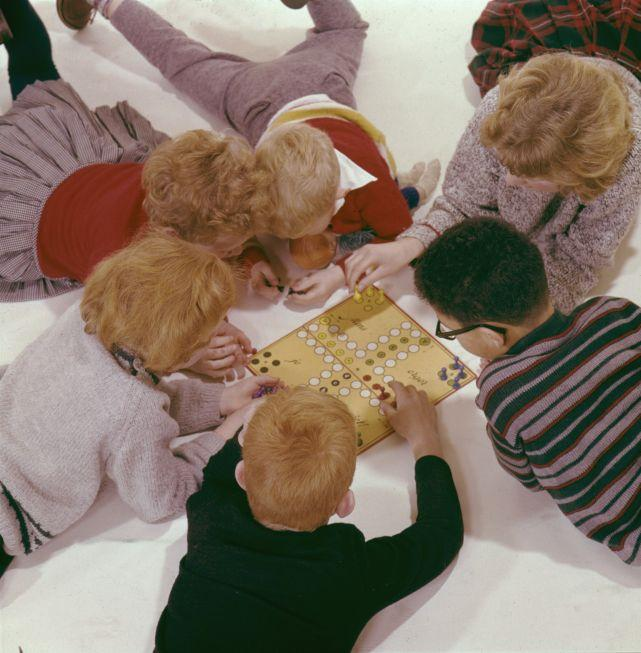
Enfants jouant le jeu.

## Variante de tablier
On trouve aussi des versions de T'en fais pas avec un tablier à six branches, permettant à six personnes de jouer. Certaines boîtes comportent les deux tabliers, soit séparés, soit dos à dos.

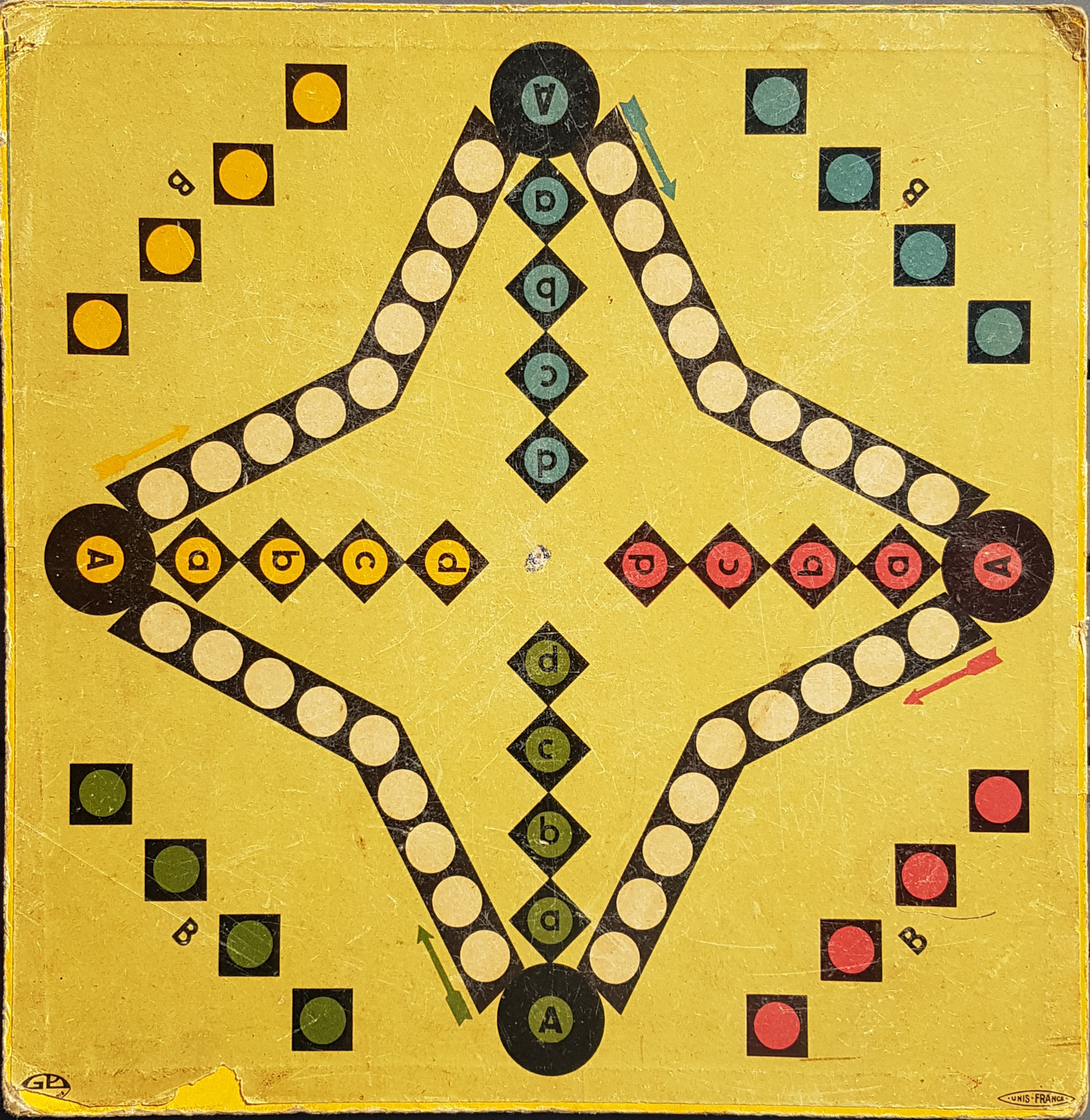
Tablier  pour 4 joueurs, recto (société Georges Bonnet vers 1930).
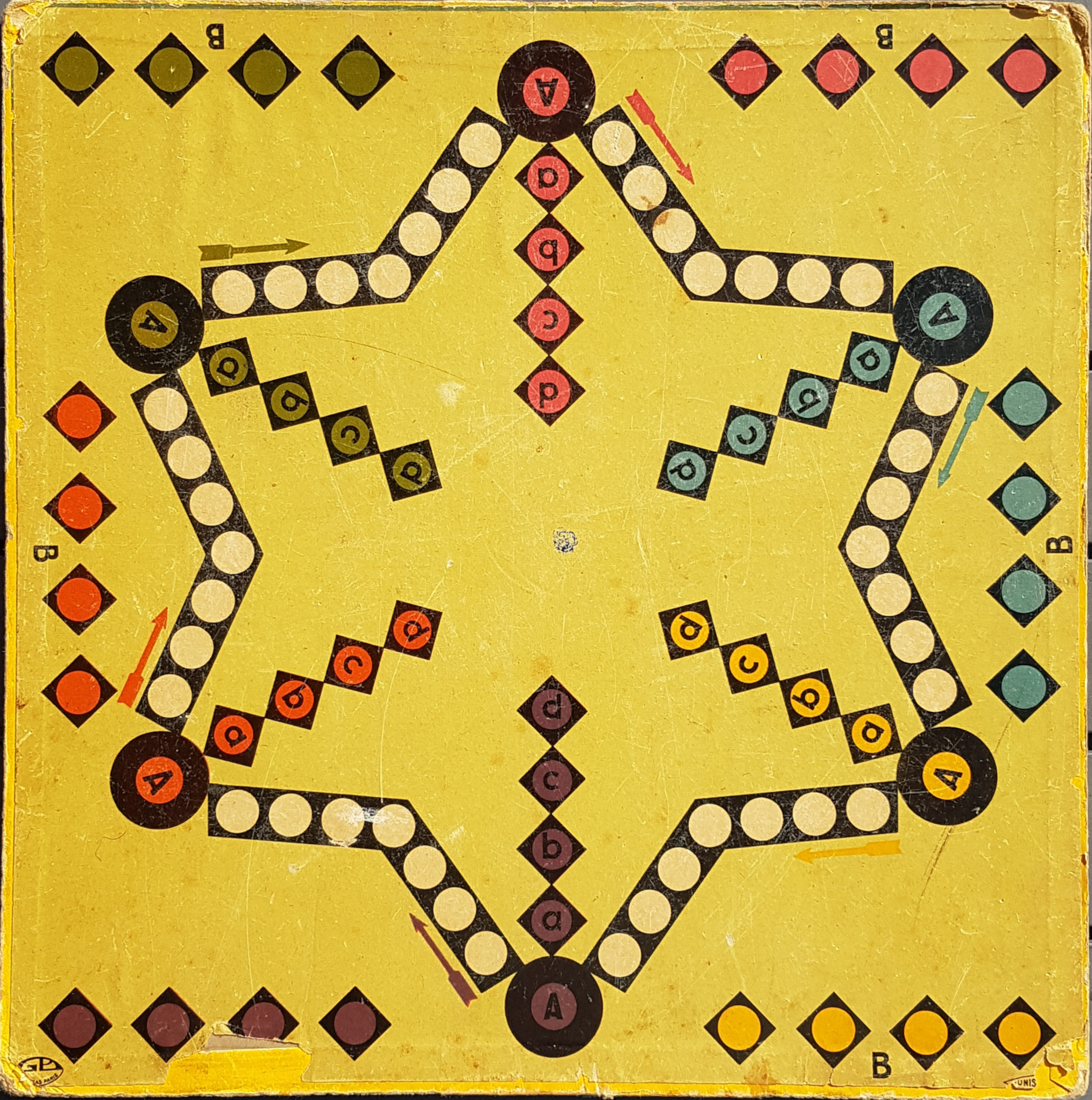
Tablier  pour 6 joueurs, verso du précédent.

## Différences avec lejeu des petits chevaux
Les deux jeux sont très similaires. Mais quelques points les différencient.
- Le nombre de cases est différent : un parcours de jeu des petits chevaux fait 56 cases alors que le parcours de T'en fais pas n'est que de 40 cases, ce qui se ressent sur la durée de jeu.
- La règle d'entrée dans la maison est moins restrictive qu'au jeu des petits chevaux : le joueur n'est pas obligé de faire le chiffre de la case pour aller sur cette case. D'ailleurs, les cases ne sont pas numérotées.
- Les pions ne sont pas des petits chevaux (mais rien n'empêche de jouer avec des petits chevaux).